# Witkop Blockhouse

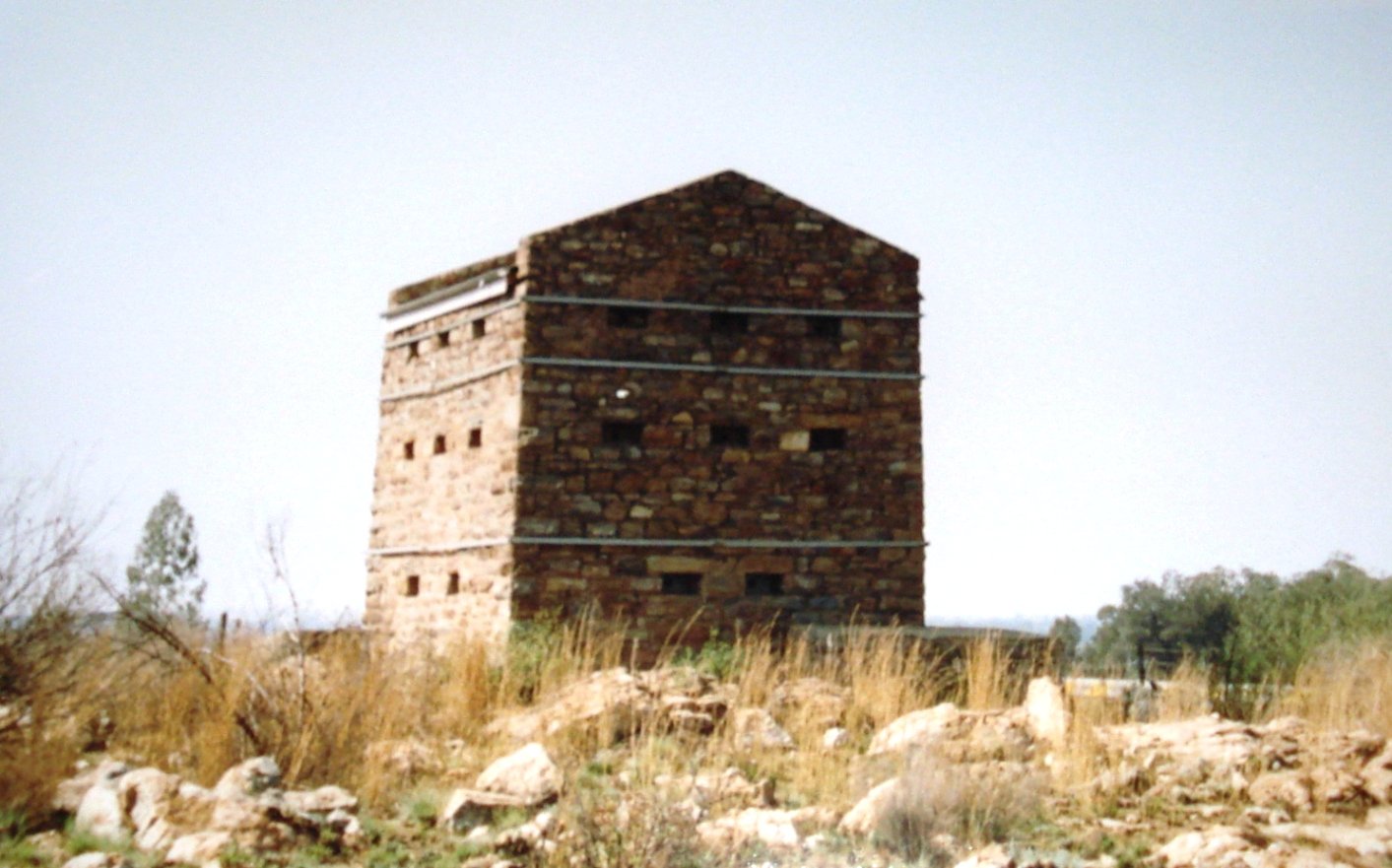
Das Witkop Blockhouse

Das Witkop Blockhouse ist ein Blockhaus in Südafrika in der Gemeinde Emfuleni, Distrikt Sedibeng in der Provinz Gauteng etwa 20 km südlich von Johannesburg. 
Es handelt sich um ein zweigeschossiges Gebäude aus Stein mit Schießscharten und Ausguck, das auf einer Anhöhe errichtet wurde. Der Eingang befindet sich im ersten Stock. Das Blockhaus war ursprünglich mit Gräben und Stacheldraht gesichert. Der Blick von dem Blockhaus reicht bis nach Johannesburg.
Das Witkop Blockhouse wurde 1900 während des Zweiten Burenkrieges (1899–1902) zwischen Großbritannien und den Burenrepubliken Oranje-Freistaat und Südafrikanische Republik (Transvaal) von den britischen Truppen unter Lord Roberts errichtet, um strategisch wichtige Stellen zu sichern und burischen Truppenbewegungen zu kontrollieren. 1948 wurde es als National-Denkmal unter Schutz gestellt.
Das Witkop Blockhouse ist das einzige verbliebene Blockhaus an der Eisenbahnstrecke von Vereeniging nach Germiston (bei Johannesburg) und eines von noch 50 verbliebenen Blockhäusern in ganz Südafrika.

## Sonstiges
Das Witkop Blockhouse befindet sich an der (autobahnähnlich ausgebauten) Regionalstraße R59 von Johannesburg nach Vereeniging – nahe der Ortschaft Daleside – und ist über das angrenzende Tankstellengelände gut zugänglich. 